# 251 a.C.

## Eventos
- Lúcio Cecílio Metelo e Caio Fúrio Pácilo, cônsules romanos.[1]
- Décimo-quarto ano da Primeira Guerra Púnica - Início do cerco de Lilibeu.